# Thuraakunu
Thuraakunu, auch Turakuna genannt, ist die nördlichste Insel im Ihavandhippolhu-Atoll, dem nördlichsten Atoll des Inselstaats Malediven in der Lakkadivensee (Indischer Ozean).

## Geographie
Die kleine Insel mit einer Fläche von rund 36 Hektar ist die nördlichste Insel der Malediven und liegt etwa 130 km südlich der indischen Insel Minicoy. 2014 hatte Thuraakunu 393 Einwohner.

## Verwaltung
Thuraakunu gehört zum maledivischen Verwaltungsatoll Thiladhunmathi Uthuruburi, mit der Thaana-Kurzbezeichnung ހއ (Haa Alif bzw. Haa Alifu).